# متدثرة أبو منجل
متدثرة أبو منجل (الاسم العلمي:Chlamydia ibidis) هي نوع من البكتيريا يتبع جنس المتدثرة من الفصيلة المتدثرية.